# Helicia rufescens
Helicia rufescens är en tvåhjärtbladig växtart som beskrevs av David Prain. Helicia rufescens ingår i släktet Helicia och familjen Proteaceae. Inga underarter finns listade i Catalogue of Life.